# Modulation par déplacement de fréquence
Pour les articles homonymes, voir FSK et fréquence (homonymie).

Exemple de modulation FSK cohérente

La modulation par déplacement de fréquence (MDF), plus connue sous sa dénomination anglophone frequency-shift keying (FSK) est un mode de modulation de fréquence numérique dans lequel la fréquence du signal modulé varie entre des fréquences prédéterminées.

## Classification

### FSK cohérente et FSK non cohérente
Généralement, la fréquence instantanée peut prendre deux valeurs discrètes appelées mark et space. Il s'agit d'une forme non-cohérente de FSK.
Dans les formes cohérentes de FSK, il n'y a pas de discontinuité de phase dans le signal de sortie. C'est le cas du signal de l'exemple. Il est possible de réaliser une modulation FSK sans discontinuité de phase (ce qui permet d'améliorer le spectre du signal modulé) par une méthode appelée CPM (Continuous phase modulation (en)).

### Minimum-shift keying
La minimum frequency-shift keying ou minimum-shift keying (MSK) est une forme très efficace de modulation FSK en termes d'occupation de spectre. En MSK, la différence entre la fréquence haute et la fréquence basse est égale à la moitié du débit binaire en bits par seconde. En conséquence, lorsqu'on transmet un 0, il s'écoule exactement 1 période de plus (ou de moins) dans le signal de sortie que lorsqu'on transmet un 1. Dans cette technique, l'indice de modulation vaut 0,5 : c'est le plus petit indice de modulation utilisable en FSK de sorte que les signaux pour 0 et 1 soient orthogonaux. Une variante de MSK, appelée GMSK est utilisée par la norme de téléphonie mobile GSM.

## Variantes

### AFSK: audio FSK
L'AFSK est une variante de la FSK dans laquelle la porteuse est un signal audible, donc de fréquence inférieure à quelques kilohertz. De cette façon, le signal modulé peut être transmis par une installation conçue pour véhiculer la voix ou de la musique, par exemple une liaison téléphone ou radio. Dans ce dernier cas, le signal est modulé une deuxième fois lors de la transmission. Le mode PACTOR 1 (première version), est un mode AFSK utilisant un protocole ARQ.
L'AFSK ne permet pas des débits très rapides, mais permet de réaliser des transmissions numériques en réutilisant sans modification des équipements prévus pour l'analogique.
Les premiers modems utilisaient l'AFSK, pour des débits allant jusqu'à 300 bits par seconde. Les premiers micro-ordinateurs utilisaient des modulations AFSK pour l'enregistrement de programmes sur cassettes audio (voir Kansas City standard). Le modem Bell 202 transmettait à 1200 bits par seconde.
C'est l'une des techniques utilisées en communication acoustique subaquatique et aussi un type de modulation utilisé par les radioamateurs pour le 'packet radio' et l'APRS.

### MFSK:multiple frequency-shift keying
Le sigle MFSK désigne spécifiquement les modulations FSK où la fréquence du signal modulé peut prendre plus de deux valeurs discrètes. On parle également de polytons.
Des transmissions en radiotélétype se font également en MFSK. MFSK est notamment utilisé pour l'encodage du protocole Automatic Link Establishment.
De nombreux logiciels assurent l'encodage-décodage de signaux MFSK comme FlDigi ou encore gMSFK.